# 安井かずみ
安井 かずみ（やすい かずみ、1939年〈昭和14年〉1月12日 - 1994年〈平成6年〉3月17日）は、日本の作詞家、訳詞家、エッセイスト、歌手。本名は漢字で一美。愛称はズズ (ZUZU)。初期のペンネームは みナみ カズみ。日本基督教団のクリスチャンでもあった（1993年受洗）。神奈川県横浜市出身。

## 略歴
フェリス女学院高等学校、文化学院油絵科卒業。フェリス時代の同級生に藤村志保がいる。少女時代から絵画のほか、多数の習い事をしていた。女流画家を目指していたが、在学中にみナみカズみのペンネームで神田のシンコーミュージックでアルバイトで訳詞をしたことがきっかけで作詞家となる。フランス語の訳詞ができる語学力と独特の発想による歌詞世界で知られる。加賀まりこらとともに常連組だった飯倉片町の「キャンティ」は心の拠り所であり、いい女の生き方を学ぶ場で、オーナー夫人の川添梶子から多大な影響を受けている。
1965年、伊東ゆかりの「おしゃべりな真珠」で第7回日本レコード大賞・作詞賞を受賞。以降も、伊東ゆかりの「恋のしずく」｢星を見ないで｣、小柳ルミ子の「わたしの城下町」「お祭りの夜」、沢田研二の「危険なふたり」「追憶」、西城秀樹「ちぎれた愛」「激しい恋」、郷ひろみ「よろしく哀愁」など数多くのヒット曲を送り出し、多くの賞を受賞した。生涯で約4000曲余を作詞した。
フランスなどヨーロッパ諸国を旅して交友を広げ、1967年にローマで新田ジョージと結婚するが、1969年に離婚する。パリで暮らしたのち1971年に帰国した。
1970年代に川口浩が経営する文京区春日のプール付きマンション「川口アパートメント」に入居し、親友加賀まりこ、野際陽子、コシノジュンコ、かまやつひろし、吉田拓郎、金子国義や当時のトップモデルなど多くの業界人が集った。車好きも有名で、高級外車を運転していた。小説家の森瑶子やジャーナリストの大宅映子とも親交が厚かった。
見城徹は、1975年ごろに安井は角川春樹と交際していたと語る。
1977年に8歳年下でミュージシャンの加藤和彦と再婚し、代官山町の日本基督教団本多記念教会で挙式、銀座マキシムで披露宴、それぞれ催した。
コンスタントにエッセイストとしても活動する。
1980年代にエフエム東京のラジオ定期番組『AJI FMハートピア』のパーソナリティーとして出演したが、がんを患い余命1年と告げられる。
1993年に日本基督教団鳥居坂教会で配偶者とともにキリスト教の洗礼を受ける。配偶者は緩和治療を希望して、1994年3月17日、肺癌のため死去。55歳没。「金色のダンスシューズが散らばって、私は人形のよう」が絶筆であった。安井の死を受け、沢田研二は同年9～10月に、安井の作詞曲に特化した「ZUZU songs」と称したコンサートツアーを行い、その死を悼んだ。
2012年3月に安井の闘病生活を題材にしたドキュメンタリードラマ『優雅な生活が最高の復讐である 〜加藤和彦・安井かずみ最期の日々〜』(NHK) が放映された。安井役を麻生祐未、加藤役を袴田吉彦が演じた。

## 作品

### 作詞

#### あ行
- あいざき進也
  - 気になる17才（作曲：穂口雄右）
- アグネス・チャン
  - 草原の輝き（作曲：平尾昌晃）
  - 星に願いを（作曲：平尾昌晃）
  - 愛の迷い子（作曲：平尾昌晃）
- 朝倉理恵
  - さよなら、今日は（作曲：坂田晃一）
- 浅田美代子
  - 赤い風船（作曲：筒美京平）
  - しあわせの一番星（作曲：筒美京平）
  - 虹の架け橋（作曲：都倉俊一）
  - じゃあまたね（作曲：吉田拓郎）
- 梓みちよ
  - 恋はウー・ラ・ラ・ラ（作曲：加藤和彦）
- 天地真理
  - ちいさな恋（作曲：浜口庫之助）
  - 恋と海とTシャツと（作曲：森田公一）
- アラン・メリル
  - 生きてゆけない（作曲：井上堯之）　
  - 涙（作曲：かまやつひろし）
- 飯島真理
  - 愛・おぼえていますか（作曲：加藤和彦）
- 石川秀美
  - あなたとハプニング（作曲：加藤和彦）
- 伊藤つかさ
  - 夕暮れ物語（作曲：加藤和彦）
- 伊東ゆかり
  - 歌をおしえて（作・編曲：宮川泰）
  - あのひとのくせに（作・編曲：宮川泰）
  - おしゃべりな真珠（作曲：いずみたく）
  - すてきなカプチーナ（作・編曲：宮川泰）
  - この気持を（作・編曲：宮川泰）
  - 恋のしずく（作曲：平尾昌晃）
  - 星を見ないで（作曲：平尾昌晃）
  - 朝を返して（作曲：平尾昌晃）
  - 青空のゆくえ（作・編曲：宮川泰）
  - 裸足の恋（作曲：川口真）
- 稲垣潤一
  - ブルージン・ピエロ（作曲：加藤和彦）
  - 愛のスーパー・マジック（作曲：加藤和彦）
- 岩崎良美
  - 愛してモナムール（作曲：加藤和彦）
  - どきどき旅行（作曲：加藤和彦）
  - 私の恋は印象派（作曲：加藤和彦）
  - マルガリータガール（作曲：加藤和彦）
  - カメリアの花咲く丘（作曲：加藤和彦）
  - 初めてのミント・カクテル（作曲：加藤和彦）
- 上田正樹
  - 人知れず恋（作曲：加藤和彦）
- 内山田洋とクール・ファイブ
  - 愛のいたずら （作曲：彩木雅夫）
- 大空はるみ
  - 壊れたハートの直し方（作曲：加藤和彦）
  - 男5分5分女5分5分（作曲：加藤和彦）
- 岡崎友紀、キタキマユ、ribbon
  - ドゥー・ユー・リメンバー・ミー（作曲：加藤和彦）
- 小川みき
  - 燃える渚（作曲：筒美京平）
- 尾崎紀世彦
  - 最後のくちづけ（作曲：筒美京平）
  - 男と女が別れる時（作曲：筒美京平）

#### か行
- 加山雄三
  - ちょっとだけストレンジャー（作曲：加藤和彦）
  - 走れドンキー（作曲：弾厚作）
- キャンディーズ
  - 危い土曜日（作曲：森田公一）
- 郷ひろみ、シンシア（南沙織）、TOKIO
  - よろしく哀愁（作曲：筒美京平）
- 小柳ルミ子
  - わたしの城下町（作曲：平尾昌晃）
  - お祭りの夜（作曲：平尾昌晃）
  - 恋にゆれて（作曲：平尾昌晃）
  - 十五夜の君（作曲：浜圭介）
  - 恋の雪別れ（作曲：平尾昌晃）
  - 折鶴 (作曲:浜圭介)
  - 四季 (作曲:森田公一)

#### さ行
- 西城秀樹
  - ちぎれた愛（作曲：馬飼野康二）
  - 激しい恋（作曲：馬飼野康二）
  - この愛のときめき（作曲：あかのたちお）
  - 恋の暴走（作曲：馬飼野康二）
  - 至上の愛（作曲：馬飼野康二）
  - 孤独のふたり（シングル「ちぎれた愛」収録曲）（作・編曲:馬飼野康二）
  - 恋の女神（作曲：羽根田武邦）
  - 新しい朝（シングル「青春に賭けよう」収録曲）（作・編曲:馬飼野康二）
  - ふたりの世界（シングル「至上の愛」収録曲）（作・編曲:馬飼野康二）
  - 君がいる限り（作曲:かまやつひろし）
  - 土曜の夜（シングル「この愛のときめき」収録曲）（作・編曲：あかのたちお）
  - 悲しき誕生日（作・編曲：馬飼野康二）
  - 大人への感傷（作・編曲：馬飼野康二）
- 坂本龍一＆カクトウギセッション
  - TIME TRIP（作曲：坂本龍一）
- 沢田研二
  - あなただけでいい（作曲：平尾昌晃）
  - 別れのテーマ（作曲：平尾昌晃）
  - あなたへの愛（作曲：加瀬邦彦）
  - 淋しい想い出（作曲：川口真）
  - 危険なふたり（作曲：加瀬邦彦）
  - 青い恋人たち（作曲：加瀬邦彦）
  - 胸いっぱいの悲しみ（作曲：加瀬邦彦）
  - 気になるお前（作曲：加瀬邦彦）
  - 恋は邪魔もの（作曲：加瀬邦彦）
  - 遠い旅（作・編曲：井上堯之）
  - 追憶（作曲：加瀬邦彦）
  - 甘いたわむれ（作曲：加瀬邦彦）
  - 風吹く頃（作曲：加瀬邦彦）
  - 明日では遅すぎる（作曲：加瀬邦彦）
  - 旅立つ朝（作曲：加瀬邦彦）
- 柴田恭兵
  - MISS YOU（作曲：加藤和彦）
- シモンズ
  - 明治チェルシーの唄（作曲：小林亜星）
- スクールメイツ
  - 若いってすばらしい（作曲：宮川泰）
- The Three Degrees
  - にがい涙（作曲：筒美京平）
- 園まり
  - 何も云わないで（作曲：宮川泰）

#### た行
- ザ・タイガース
  - シー・シー・シー（作曲：加瀬邦彦）
  - 嘆き（作曲：村井邦彦）
  - 君を許す／ラヴ・ラヴ・ラヴ（作曲：村井邦彦）
- 竹内まりや
  - 不思議なピーチパイ（作曲：加藤和彦）
- 田原俊彦
  - 禁じられた朝（作曲：加藤和彦）
  - SWEET ジャクリーヌ（作曲：加藤和彦）
- 千葉紘子
  - 折鶴（作曲：浜圭介）
- 高岡早紀
  - セザンヌ美術館（作曲：加藤和彦）
- 高田みづえ
  - 愛のイマジネーション（作曲：加藤和彦）
- 高見知佳
  - ジャングル・ラブ（作曲：加藤和彦）

#### な行
- 中川勝彦
  - ナンシー・Chang!（作曲：加藤和彦）
- 西村知美
  - わたし・ドリーミング（作曲：加藤和彦）
- 猫
  - 戻ってきた恋人（作曲：吉田拓郎）
- ノアム
  - 恋の答え（作曲：馬飼野康二）
  - 愛の鎖（作曲：馬飼野康二）
  - ひとりぼっちのピアノ（作曲：馬飼野康二）

#### は行
- ザ・ピーナッツ
  - 明日になれば（作・編曲：宮川泰）
  - 指輪のあとに（作曲：加瀬邦彦）
- PYG
  - 自由に歩いて愛して（作曲：井上堯之）
  - 淋しさをわかりかけた時（作曲：大野克夫）
- 紘川淳
  - 失恋ライブラリー（作曲：木森敏之）
- 広田玲央名
  - だいじょうぶマイ・フレンド（作曲：加藤和彦）
- フォーリーブス
  - 大人への階段（作曲：川口真）
  - あしたへの悩み（作曲：鈴木邦彦）
  - 嵐のあと（作曲：馬飼野康二）
- 布施明
  - 甘い十字架（作曲：加瀬邦彦）
- ブレッド&バター
  - 夢がとぶ（作曲：加藤和彦）
- ヘレン笹野
  - 初恋同志（作曲：筒美京平）
- 辺見マリ
  - 経験（作曲：村井邦彦）

#### ま行以降
- 前野曜子
  - 夜はひとりぼっち（作曲：都倉俊一）
- 槇みちる
  - 片想い（作曲：川口真） ※中尾ミエ、中森明菜がカバー
  - 若いってすばらしい（作・編曲：宮川泰）
- 真鍋ちえみ
  - ロマンティックしましょう（作曲：加藤和彦）
- 南沙織
  - 20才の立場（作・編曲：筒美京平）
  - GET DOWN BABY（作・編曲：筒美京平）
  - 夏の終り（作・編曲：筒美京平）
  - DRUGSTOREのひと（作・編曲：筒美京平）
  - 若い旅人（作・編曲：筒美京平）
  - 青い服の想い出（作曲：加藤和彦）
- 宮崎美子
  - わたしの気分はサングリア（作曲：加藤和彦）
- ムッシュかまやつ
  - 20才のころ（作曲：かまやつひろし、作詞はなかにし礼との共作）
- 森尾由美
  - だからタッチ・ミー（作曲：加藤和彦）
- 森下恵理
  - ブルージン・ボーイ！（作曲：加藤和彦）
  - 秘密のダイアリー（作曲：加藤和彦）
  - わたしは街のバレリーナ（作曲：加藤和彦）
  - ふられて・フー・フー（作曲：加藤和彦）
  - 中古のムスタング（作曲：加藤和彦）
  - Kiss Me Tonight（作曲：加藤和彦）
  - ちょっぴり・ボーイフレンド（作曲：加藤和彦）
  - 恋の祈り（作曲：呉田軽穂）
- 森本太郎とスーパースター
  - 望郷の旅（作曲：平尾昌晃、『助け人走る』主題歌）
- 森山良子
  - ある日の午後（作曲：岩沢幸矢（兄弟デュオ・ブレッド&バターの兄））
- 安井かずみ
  - ビアフラの戦い（作曲：沢田研二）
  - わるいくせ（作曲：村井邦彦）
  - 過ぎゆく日々（作曲：加瀬邦彦）
  - その時では遅すぎる（作曲：マモル・マヌー）
  - 見知らぬ人（作曲：西郷輝彦）
  - 愛の時（作曲：鈴木邦彦）
  - プール・コワ（作曲：かまやつひろし）
  - 今日までのこと（作曲：なかにし礼）
- 吉沢京子
  - ひまわり日記（作曲：森本太郎）
- 吉田拓郎
  - 金曜日の朝（作曲：吉田拓郎）
  - アルバム『サマルカンド・ブルー』全曲作詞。
  - 戻ってきた恋人（作曲：吉田拓郎）
- ザ・ワイルドワンズ
  - 青空のある限り（作曲：加瀬邦彦）
  - バラの恋人（作曲：加瀬邦彦）
  - あの頃（作曲：加瀬邦彦）
  - この街のどこかに（作曲：渡辺茂樹）
  - 旅路（作曲：加瀬邦彦）
  - ユア・ベイビー（作曲：加瀬邦彦）
- 若林志穂
  - テレフォン・キッス（作曲：加藤和彦）
  - 夏のバルコニー（作曲：加藤和彦）
- 和田アキ子
  - 古い日記（作曲：馬飼野康二）

#### その他
- 宇宙少年ソラン（アニメソング、作曲：いずみたく）

### 訳詞（みナみカズみ名義を含む）
- ドナドナ（歌：岸洋子、作曲：ショロム・セクンダ）1966年
- オー・シャンゼリゼ（歌：ジョー・ダッサン、ダニエル・ビダル　原詞と作曲：マイケル・アントニー・ディーガン、マイケル・ウィルショー）1971年
- 雪が降る（原詞と作曲：サルバトーレ・アダモ）
- サマー・ホリデー（歌：紀本ヨシオ、ボブ・ウェルチ、B.Bennett）
- ヘイ・ポーラ（歌：田辺靖雄・梓みちよ、原詞と作曲：レイモンド・グレン・ヒルデブランド）
- G.I.ブルース（歌：ダニー飯田とパラダイス・キング、原詞と作曲：ロイ・ベネット、シド・テッパー）
- サーフシティー（歌：ダニー飯田とパラダイス・キング、原詞と作曲：ジャン・ベリー、ブライアン・ウィルソン）
- 悲しきあしおと（歌：ダニー飯田とパラダイス・キング、原詞と作曲：バリー・マン、ハンク・ハンター）
- 悲しきカンガルー（歌：ダニー飯田とパラダイス・キング、原詞と作曲：ロルフ・ハリス）
- 恋のホームタウン（歌：ダニー飯田とパラダイス・キング、原詞と作曲：ポール・アンカ）
- レモンのキッス（歌：ザ・ピーナッツ、作曲：アミルカレ・ポンキエッリ、原詞：ディック・マニング）
- なみだのラヴレター（歌：斉藤チヤ子、作曲：R・ページ、原詞：G・マトラ）
- アイドルを探せ（歌：シルヴィ・ヴァルタン、作曲：ジョルジュ・ガルヴァレンツ、原詞：シャルル・アズナヴール）1963年
- 悲しい道（リリー・マルレーン）（歌：木の実ナナ、作曲：ノルベルト・シュルツ、原詞：ハンス・ライプ）
- 魅せられた夜（歌：沢田研二、作詞・作曲：Jean Renard）
- ヘイ・ジュテーム（歌：ザ・タイガース、作詞・作曲：Adamo、原詞：Adamo）1970年

## アルバム
- 『ZUZU』（全曲歌・作詞：安井かずみの唯一のアルバム） 1970年9月1日発売。作詞は安井かずみ。沢田研二、マモル・マヌーらが作曲作品を提供。
- 『空にいちばん近い悲しみ』〈詩・朗読〉 1971年発売　※音楽：服部克久、演奏：新室内楽協会

## 著書

### 単著
- 『空にいちばん近い悲しみ』新書館 1970年
- 『空にかいたしあわせ』新書館 1971年
- 『私のなかの愛』大和書房 1972年　のち女性論文庫
- 『愛のめぐり逢い』大和書房 1974年
- 『愛の回転扉』大和書房 1975
- 『TOKYO人形』1975年
- 『大恋愛 :女、20歳からどう生きるか』主婦と生活社・21世紀ブックス 1976年
- 『愛―それから先のことは』大和書房 1977年
- 『エイプリル組曲―長編小説』光文社 1978年
- 『自由という名の服を着た女』大和書房 1980年
- 『こだわり派女性感覚―いつのまにかレディ』青春出版社 1982年　『自分を愛するこだわりレッスン―女の人生を豊かに楽しむために』PHP文庫
- 『私生活―私を変えた45章』光文社 1982年
- 『テニスでグッドモーニング』大和書房 1983 おいしいlife ing…
- 『安井かずみの作詞教室』光村図書・朝日カルチャー叢書 1984年
- 『女の生きごこち見つけましょ―今日が人生そのものよ』リヨン社1986年
- 『女の楽しい結婚方法（バイブル）―その愛、仕事、生き方…』大和出版　1988年
- 『女の素敵な生き方の選択（チョイス）―恋も仕事も旅もする』大和出版、1989年
- 『安井かずみのおしゃれ泥棒―ファッション感覚、グレード・アツプしませんか』大和出版 1990年　のち福武文庫
- 『30歳で生まれ変わる本―本当の大人になるために』PHP研究所 1990年 のち文庫
- 『女は今、華麗に生きたい―もっと真剣（シリアス）に、もっと積極的（アクティブ）に』大和出版 1990年
- 『贅沢に、美しく大人の女―自分をもっと豊かに生きる』大和出版 1991年　のち福武文庫
- 『スカーレット・オハラのように生きてみませんか』PHP研究所 1992年　のち文庫
- 『愛、経験してますか?―自分らしく、しっかり、幸せ』PHP研究所 1993年
- 『人生の歩き方―あなたは、どう生きたいか?』大和出版 1993年
- 『安井かずみの旅の手帖―私を変えたとびきりの出会い』PHP研究所 1994年
- 『ありがとう!愛―ガン告知・夫婦愛・信仰 心の軌跡を綴る最後の日記』大和書房 1994年
- 『愛の詩（うた）―安井かずみ作品集』芸文社 1994年
- 『たとえば好きたとえば嫌い 安井かずみアンソロジー』近代ナリコ編 河出書房新社 2011

### 共著・編著
- 『加藤和彦、安井かずみのキッチン&ベッド―料理が好きで、人生が好きで...生活エンジョイ派のメニューブック』主婦と生活社 21世紀ブックス 1977年
- 『おんなの遊び編集室』編著　講談社 1979年
- 『ワーキングカップル事情』リクルート情報出版 1984年 ※加藤和彦との共著　のち新潮文庫
- 『ニューヨーク・レストラン狂時代』渡辺音楽出版　1987年 ※加藤和彦との共著
- 『ヨーロッパ・レストラン新時代』渡辺音楽出版 1990年 ※加藤和彦との共著
- 『カリフォルニア・レストラン夢時代』渡辺音楽出版 1991年 ※加藤和彦との共著

## 関連書籍
- 『安井かずみがいた時代』 島崎今日子（集英社）2013年 ISBN 978-4087714876

## テレビ
- 作詞家安井かずみ（NHK 2009年）